# Milton (caballo)
Marius Silver Jubilee, más conocido como Milton (16 de febrero de 1977-4 de julio de 1999), fue un reconocido caballo de salto, montado por John Whitaker. Era un caballo tordo, castrado.

## Pedrigree
Nacido en 1977, Milton fue un caballo castrado hijo de Marius (más conocido como Middle Road) y la yegua Aston Answers (más conocida como Eupalleta). Fue un cruce de Warmblood británico con KWPN.

## Carrera
Durante su carrera, Milton obtuvo muchas victorias internacionales y se convirtió en el primer caballo fuera del mundo de las carreras en ganas más de £1 millón.
Milton difícilmente tocaba una barra o rechazaba un salto. Era mayoritariamente uno de los favoritos, y como anécdota, luego de un recorrido exitoso, terminaba dando un salto en el aire.
Después de su retiro, en 1994 en el Olympia, vivió tranquilamente hasta su muerte en 1999. Está sepultado en la granja de los Whitaker en Yorkshire.

## Logros
- 1.er caballo fuera de las carrera en ganas £1 millón de dólares.
- Ganador del 1986 Du Maurier Limited International competition.
- Plata Individual y Oro por equipo en el Campeonato Europeo, 1987.
- Oro Individual y por equipo en el Campeonato Europeo,1989, Róterdam.
- Ganador en 1990 del FEI World Cup Final en Dortmund.
- Plata individual y bronce por equipo en los Juegos Ecuestres Mundiales en 1990, Estocolmo
- Ganador en 1991 del FEI World Cup Final, en Gothenburg